# Den lille Havfrue (ballet)
 For alternative betydninger, se Den lille Havfrue (flertydig). (Se også artikler, som begynder med Den lille Havfrue)
Den lille Havfrue er en eventyr-ballet i 3 akter af Julius Lehmann baseret på H.C. Andersens eventyr Den lille Havfrue, med musik af Fini Henriques og koreografi af Hans Beck. 